# Bézaudun-sur-Bîne
Bézaudun-sur-Bîne é uma comuna francesa na região administrativa de Auvérnia-Ródano-Alpes, no departamento de Drôme. Estende-se por uma área de 17,97 km². Em 2010 a comuna tinha 70 habitantes (densidade: 3,9 hab./km²).